# Escuela catedralicia

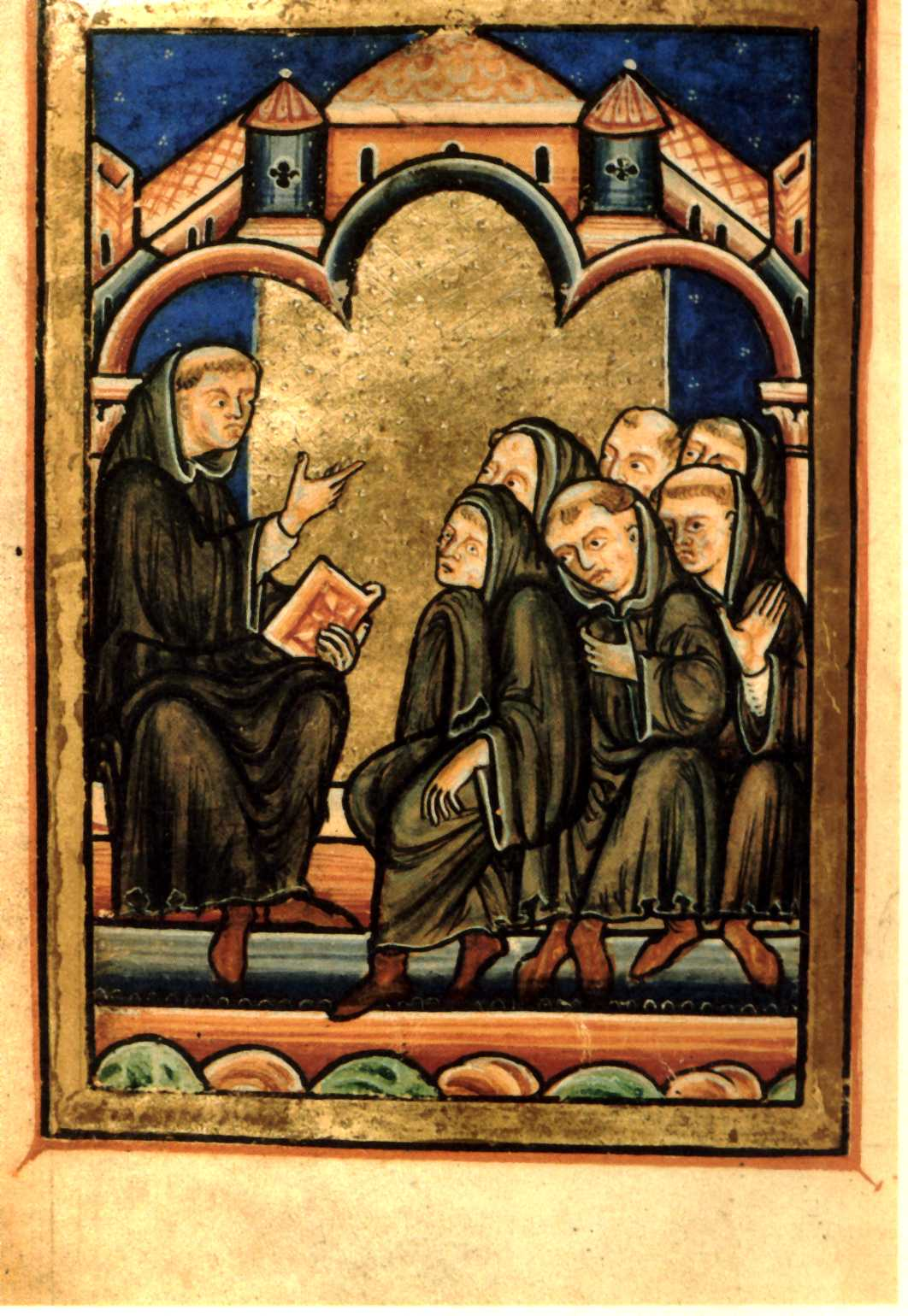
Enseñanza monástica

Una escuela catedralicia o escuela episcopal es una institución de origen medieval que se desarrolló alrededor de las bibliotecas de las catedrales europeas. Las escuelas catedralicias deben su nombre a su vinculación con una iglesia catedral de una diócesis particular de la Iglesia católica, y su vocación era la formación superior de los candidatos de la diócesis al estado clerical. Eran complementarias de las escuelas parroquiales o de la enseñanza en los conventos, que eran más básicas.
Su origen está en las escuelas municipales romanas que tras la caída del Imperio de Occidente y la subsiguiente desaparición de las instituciones romanas, terminaron por adherirse a la Iglesia, única organización que sobrevivió en la institución educativa. Durante el renacimiento carolingio se sentaron las bases para su reorganización, adoptando estructuras similares a la de la Escuela Palatina de Aquisgrán, fundada por el propio Carlomagno y dirigida por su consejero Alcuino de York. Estas primeras escuelas fueron el caldo de cultivo del que saldrá la Reforma gregoriana, y, con ella, la plenitud de las escuelas catedralicias. Definitivamente adoptaron el sistema de enseñanza basado en los estudios de las artes liberales, según el esquema didáctico ideado por Severino Boecio. Estos estudios eran previos a las disciplinas eclesiásticas propiamente dichas: Teología, Apologética, Sagradas Escrituras y Derecho.
Cuando empiezan a aplicarse los principios de la Reforma gregoriana, estas escuelas y sus alumnos van poco a poco separándose del poder civil por dos medios: logran de la Iglesia (de cada obispado) exenciones y medios suficientes; y de las autoridades civiles, el estatuto gremial de estudiantes y maestros... esto es el inicio de la mayor parte de las universidades medievales.
Hubo escuelas catedralicias de gran importancia en toda la Cristiandad, aunque destacaron especialmente las de Chartres, París, Reims y Toulouse, en Francia; la de Oxford, en Inglaterra; las de Salamanca en Reino de León y Palencia, en Reino de Castilla y la de Lérida, en Aragón; la de Leipzig, en el Sacro Imperio Romano-Germánico; las de Pisa y Siena en Italia. Estas escuelas estuvieron en la base del renacimiento cultural y filosófico del siglo XII y precedieron a la fundación de universidades en el siglo XIII, cuando muchas se convertirán en Estudios Generales y, más adelante, muchas de ellas en universidades. No todas las escuelas catedralicias llegaron a constituirse en Studium generale, por lo que sobrevivieron hasta el Concilio de Trento, y sus canónigos las recompusieron para formar los seminarios mayores.
Algunas de esas escuelas medievales, ya radicalmente transformadas, han sobrevivido hasta nuestros días. Otras fueron refundadas recientemente.
Se centraban en las artes liberales (Trivium y Quadrivium)

## Origen

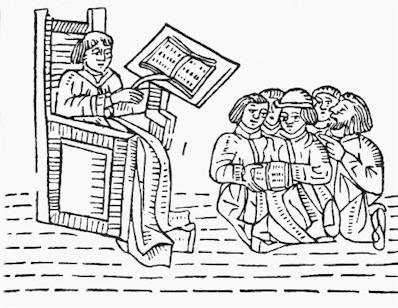
Enseñanza medieval

Tales escuelas comenzaron a ser establecidas a partir del siglo VI. El colapso del imperio occidental obligó a la Iglesia a hacerse cargo de esta formación, que estaba reservada en principio para los futuros clérigos. Antes del siglo VI, no se conoce ninguna escuela destinada a formar hombres de la Iglesia. Desde el siglo VI, la Iglesia ya mostró preocupación por asegurar la educación de los clérigos en las parroquias y diócesis.
En todos los territorios del Imperio Romano occidental la educación municipal romana comenzó  poco a poco a declinar; los obispos comenzaron a establecer escuelas asociadas con sus catedrales para proporcionarle a la iglesia un clero educado. La evidencia más antigua de una escuela establecida de esta manera es en la España visigoda en el II Concilio de Toledo de 527. Estas primeras escuelas, con el foco en un aprendizaje religioso y teológico, bajo la dirección de un obispo alfabetizado, han sido identificadas en otras partes de España y en una veintena de ciudades en Galia (Francia) durante los siglos VI y VII. El principal iniciador en la Galia fue Cesáreo de Arlés  (ca. 470-542) que reunió un concilio en 529. Cesáreo  también trabajó en crear escuelas episcopales, es decir, en las escuelas que serán dirigidas por un obispo Para ello siguió el modelo san Agustín de Hipona (354-430) y reunió en Arlés una pequeña comunidad de clérigos destinados a las órdenes mayores (diáconos, sacerdotes, obispos), donde él mismo ejercía como maestro. Para convertirse en diácono, uno debía haber leído toda la Biblia al menos cuatro veces.
Durante y después de la misión de san Agustín en Inglaterra, las escuelas catedralicias se establecieron cuando se crearon las nuevas diócesis (King's School, Canterbury (597), Rochester (604) o York (627), por ejemplo). Este grupo de escuelas forma un grupo de las escuelas más antiguas que siguen operando de forma continuada. Una función importante de las escuelas de la catedral era proporcionar triples para los coros, evolucionando en escuelas de coro, algunas de las cuales todavía funcionan como tales.

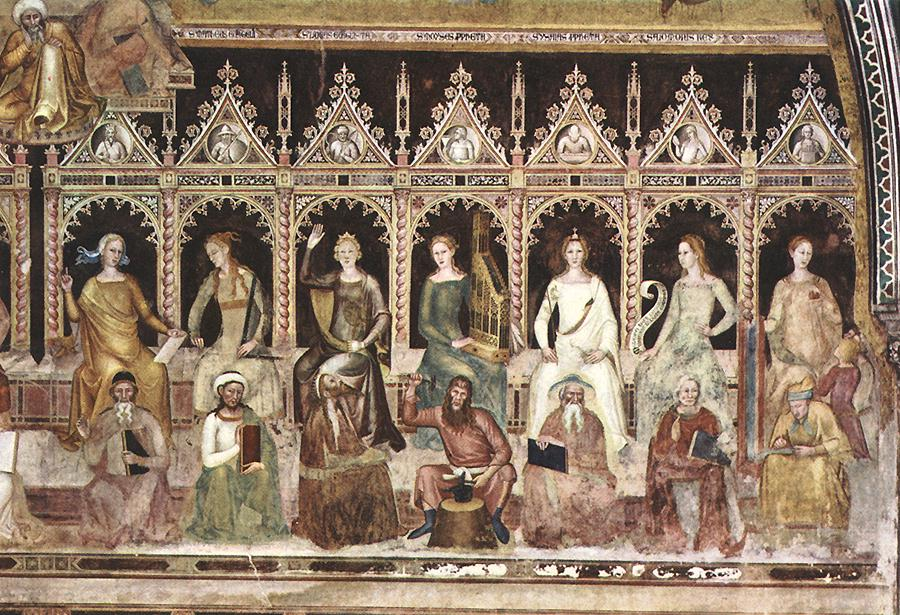
Las siete artes liberales.

Esta concepción evolucionó bajo la influencia de los escritos de san Agustín, que había sido retórico en Italia antes de ser obispo en Hipona. San Agustín había escrito De doctrina christiana un texto en el que se desarrolló un programa de cultura cristiana y mostró cómo se podían aprovechar los estudios en las escuelas romanas para comprender mejor el mensaje cristiano y, en particular, el texto bíblico. Para él, se trataba de explicar los textos bíblicos con los métodos utilizados por los gramáticos cuando comentaban los textos paganos y era esencial que el cristiano dominase las reglas del discurso para poder desarrollar una retórica cristiana y así convencer al público de los méritos del cristianismo. En particular, san Agustín defendía las siete artes liberales, es decir, las disciplinas fundamentales como la gramática, la retórica, la dialéctica, la aritmética, la geometría, la astronomía y la música.
Alrededor del obispo se reunían jóvenes que llevaban una vida juntos. Aprendían a los cantar salmos y los textos bíblicos. Una función importante de la escuela catedralicia era enseñar a cantar, una función que a menudo sobrevive en forma de schola cantorum. En Inglaterra, la primera escuela catedralicia fue fundada por Agustín de Canterbury en Canterbury en 669, que es probablemente la escuela más antigua que ha tenido una actividad continua hasta el día de hoy.

## Reforma carolingia

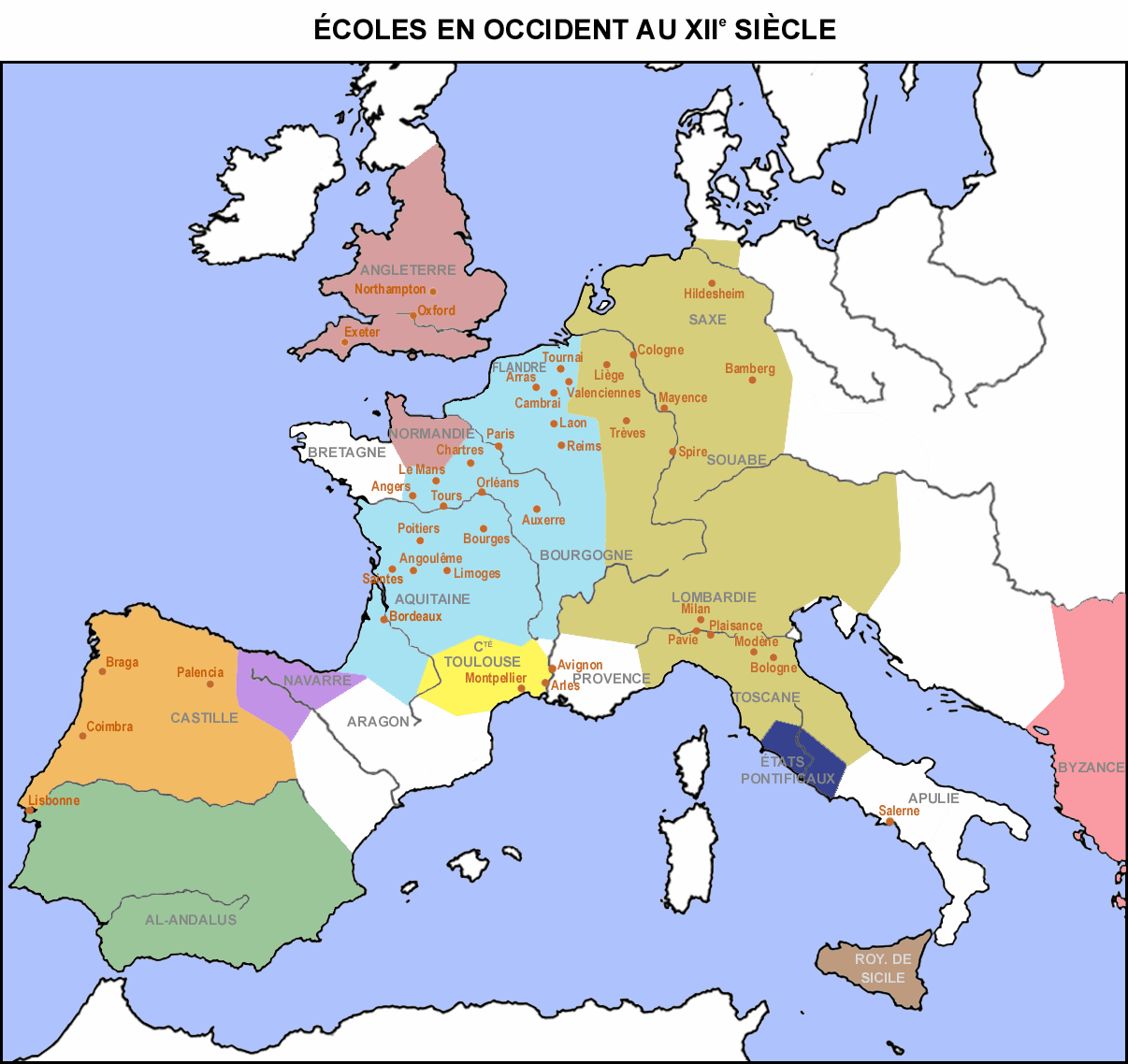
Centros de estudio en Occidente en el.

Este movimiento fue sistematizado cuando, en 789, Carlomagno promulgó la capitular Admonitio generalis (Exhortación general). Carlomagno, para controlar su vasto imperio necesitaba un bien entrenado servicio civil que pudiera sostener una entonces necesaria burocracia estatal, por lo que se decidió a llevar a cabo una profunda reforma educacional, aparejada a su reforma administrativa, que le permitiera sostener por medios pacíficos en el tiempo lo ganado por la conquista militar. En la Admonitio generalis se manifiesta su esfuerzo de cristianización y toma algunas decisiones importantes, como la restauración de las escuelas. En esta capitular de 82 artículos, Carlomagno dirigía a todos sus súbditos, laicos, religiosos, sacerdotes y obispos, una exhortación que había estudiado con todos sus asesores eclesiásticos seculares y en la que se prescriben para todos sus deberes, y en particular:
- c23. Ordenaba la destrucción de árboles, piedras (menhires, hitos, estelas galo-romanas) y fuentes que fueran objeto de cultos paganos. Para no indisponerse con las poblaciones, aceptaba que esos objetos de culto se cristianizasen mediante la adición de una cruz o de varios motivos que ilustrasen la nueva religión.[4]
- c72. recomendaba a los obispos atraer no sólo a los niños de condición servil, sino incluso a los hijos de los hombres libres, y organizar en las iglesias catedrales y monasterios escuelas para enseñar a los niños a leer, a cantar, a contar, y finalmente, asegurar que los salterios, los libros de música, la aritmética y la gramática fuesen de una corrección perfecta.
- c80. Recomendaba el uso del canto romano o canto gregoriano, cuyo uso fue establecido por su padre, Pipino el Breve.

Fijó las primeras grandes líneas directrices de la reforma carolingia, que supuso en particular la creación de escuelas en cada obispado. En 799 Leidrade fundó la escuela de la catedral de Lyon  y le siguieron otras escuelas importantes en Francia, como las de Chartres, Orléans, Reims, París, Laon, Rouen y Langres (Alto Marne). En el Sacro Imperio destacaron las de Utrecht, Liège, Cologne, Metz, Spira, Würtzburg, Bamberg, Magdeburgo, Hildesheim o Freising.
Estas escuelas proporcionaban no solo las elites intelectuales para el alto clero, sino también administradores que podían hacer frente a las tareas cada vez más complejas de la administración civil. Spira, por ejemplo, era conocida por suministrar sus diplomáticos al Sacro Imperio Romano. La corte de Enrique I de Inglaterra (el mismo un ejemplo de un rey que había recibido una educación superior) estaba en estrecho contacto con la escuela de la catedral de Laon.

## Escuelas capitulares

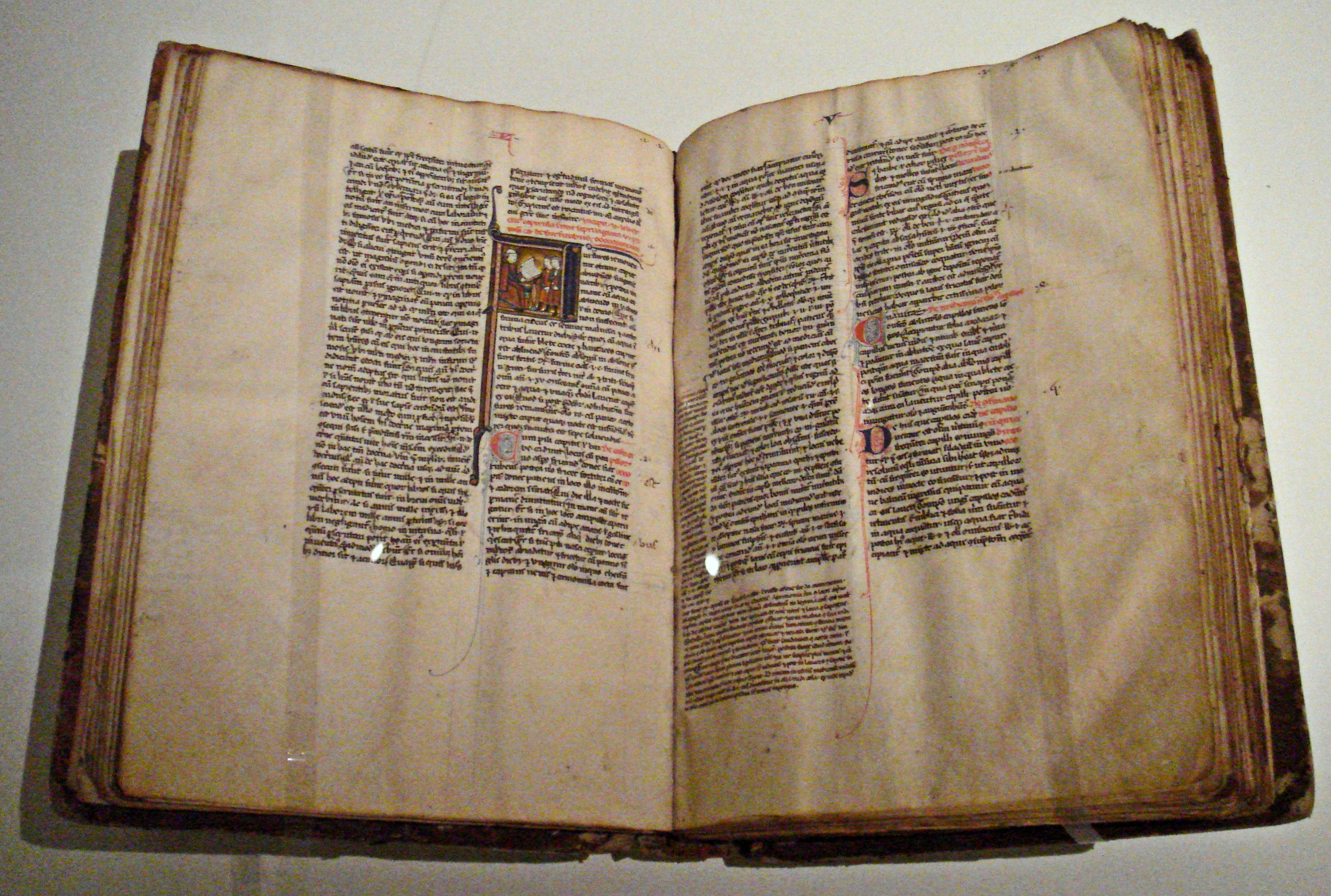
Tratado de medicina (siglo XIII)

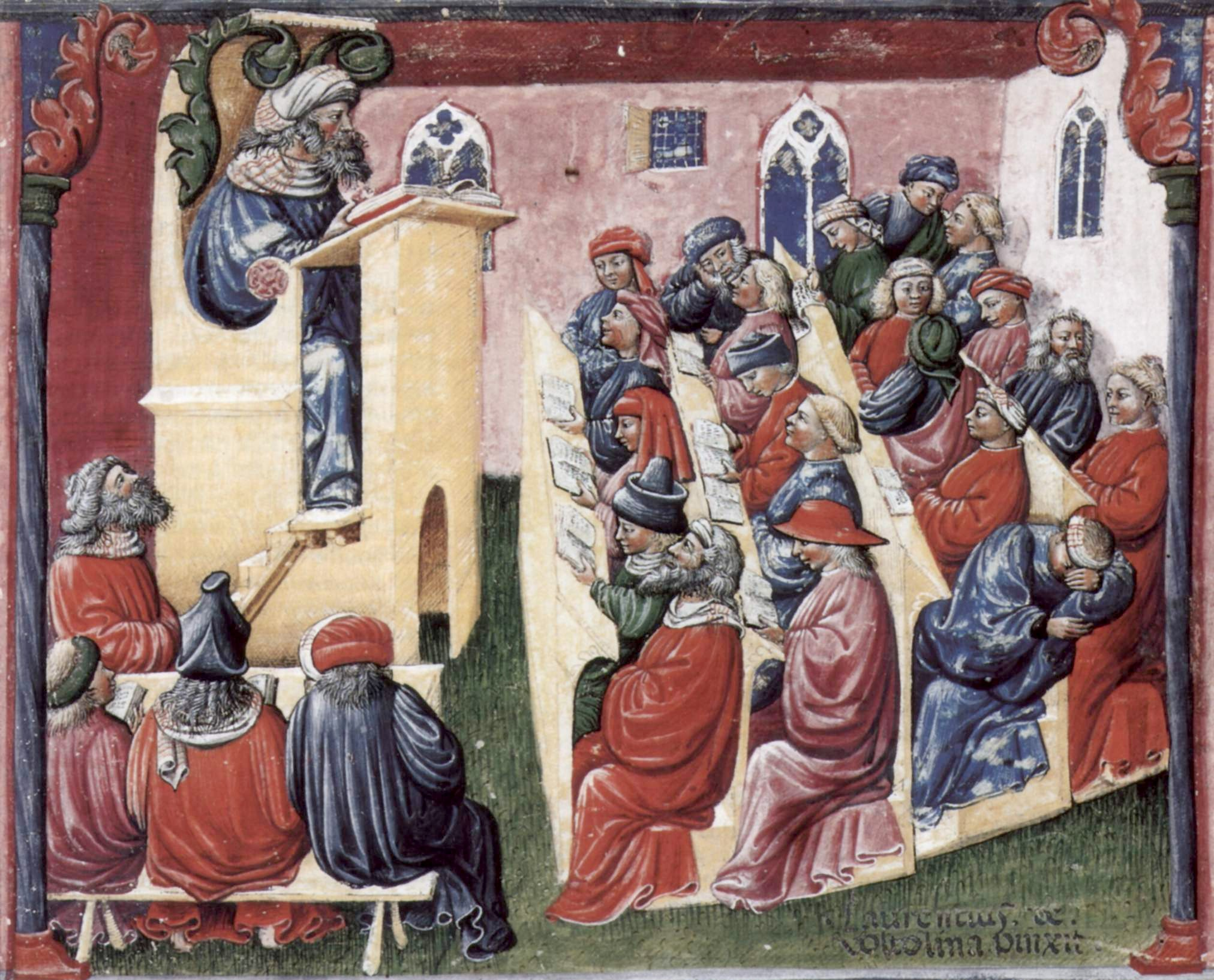
Enseñanza magistral en el siglo XIV

En el sínodo de 1059, el papa Nicolás II inició una reforma religiosa que impuso al clero la práctica de la  vita apostolica, desafiando las estructuras de la Iglesia. Esta reforma conducirá a la larga a la multiplicación de universidades que se dará en el siglo XII.
Las escuelas episcopales pasan entonces a los canónigos de la catedral. Al depender de un capítulo de canónigos, también toman el título de «escuela capitular». El curriculum clásico incluía estudios religiosos y el Trivium y el Quadrivium. Estaban dirigidos por un scolasticus  y la enseñanza era impartida por maestros (magister  en latín). Estos maestros eran clérigos que habían completado sus estudios y obtenido la (licentia docendi) (licencia para enseñar). A finales del siglo XII, esta autorización era otorgada por el canciller de la catedral. Este último también tenía un fuerte poder jurisdiccional sobre los escolares y los maestros.
La enseñanza en las escuelas catedralicias, impartida por los clérigos, era, en principio, gratuita, pero los maestros también recibían regalos de los alumnos. La schola minor  estaba destinada a enseñar los conceptos básicos (lectura, escritura y canto) a los estudiantes más jóvenes, lo que corresponde a una escuela elemental. Los estudiantes aprendían en particular latín, el idioma universal de la época. La schola major acogía a los estudiantes que habían adquirido los conceptos básicos, que corresponde a una escuela secundaria.
Estas escuelas estaban siempre destinadas en principio a la formación superior de clérigos, y las mujeres allí no eran, por principio, admitidas, lo que no les impedía recibir igualmente una educación por la escuela monástica (cuando la educación de las niñas se confiaba a los conventos de mujeres). El acceso a la educación superior por preceptores era teóricamente posible (como ilustra la famosa historia de Eloísa y Abelardo) pero seguía siendo excepcional.
La organización en capítulo otorgó a estas escuelas más autonomía, ya que el obispo ya no era directamente responsable de su gestión y se limitaba a su función de supervisión episcopal. Como resultado, la educación brindada allí se fue volviendo gradualmente más general. 
Con las reformas gregorianas y la separación creciente entre Iglesia y poderes civiles, aparecerá un estamento supra nacional, el clero, que tendrá mayor capacidad de movimiento al no obedecer a las leyes civiles sino a las comunes de la Iglesia. Esto permitió un mayor nivel de comunicación y de intercambio de ideas entre los diversos territorios de la Cristiandad. El primer fruto será Cluny, al que seguirán el Císter y otras fundaciones, para concluir con el nacimiento de las órdenes mendicantes, dominicos y franciscanos. Esta mayor independencia del clero tendrá un importante resultado en la cultura, ya que muchas escuelas catedralicias, siguiendo el ejemplo de Palencia y París, van a convertirse gradualmente en las primeras universidades. De hecho, los universitarios —incluso aquellos claustros que tenían origen municipal, como la Universidad de Bolonia— formaban parte del clero, y, durante sus estudios, solo podían ser juzgados en los tribunales eclesiásticos. Esa libertad de movimiento del clero y su independencia jurídica fueron los factores del desarrollo de la escolástica, de la vuelta del Derecho romano, de la recepción de la obra de Aristóteles y a largo plazo del nacimiento de la experimentación científica.
Además ha de tenerse en cuenta que, a partir de la reforma gregoriana, comienza un programa intensivo de copia de manuscritos de toda temática, escritos en letra carolina, y luego en letra gótica, que se distribuyen por las bibliotecas eclesiásticas y civiles de toda Europa. El sistema de copia inventado por los benedictinos será mejorado en los talleres de pecia de escuelas y universidades, que produciran manuscritos de menor valor artístico, pero en mayor número y a más bajo precio.

## Véase también

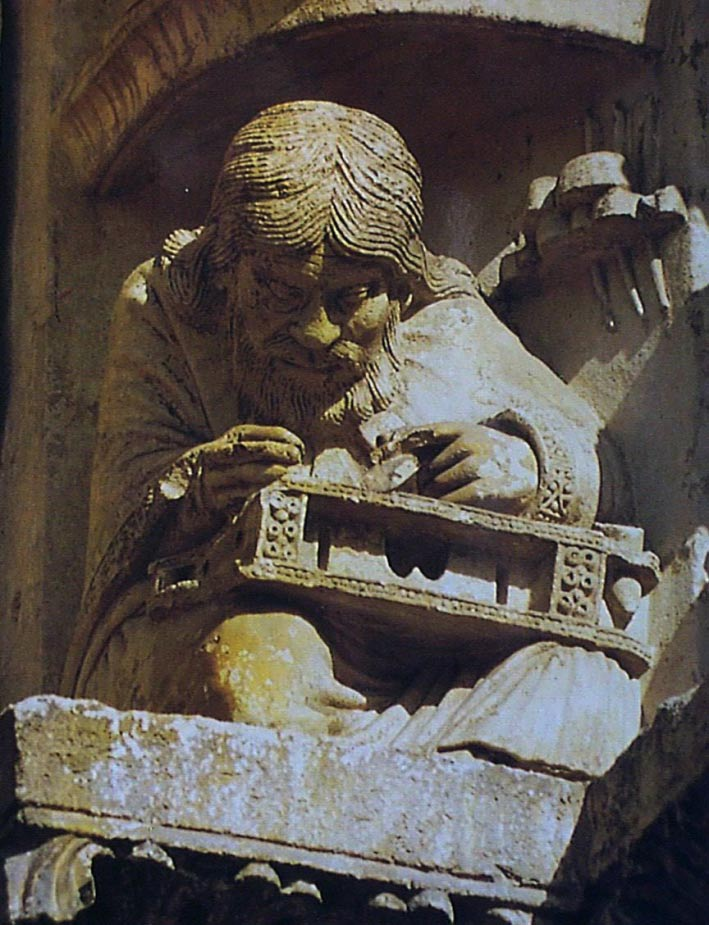
Pitágoras representado en la catedral de Chartres.

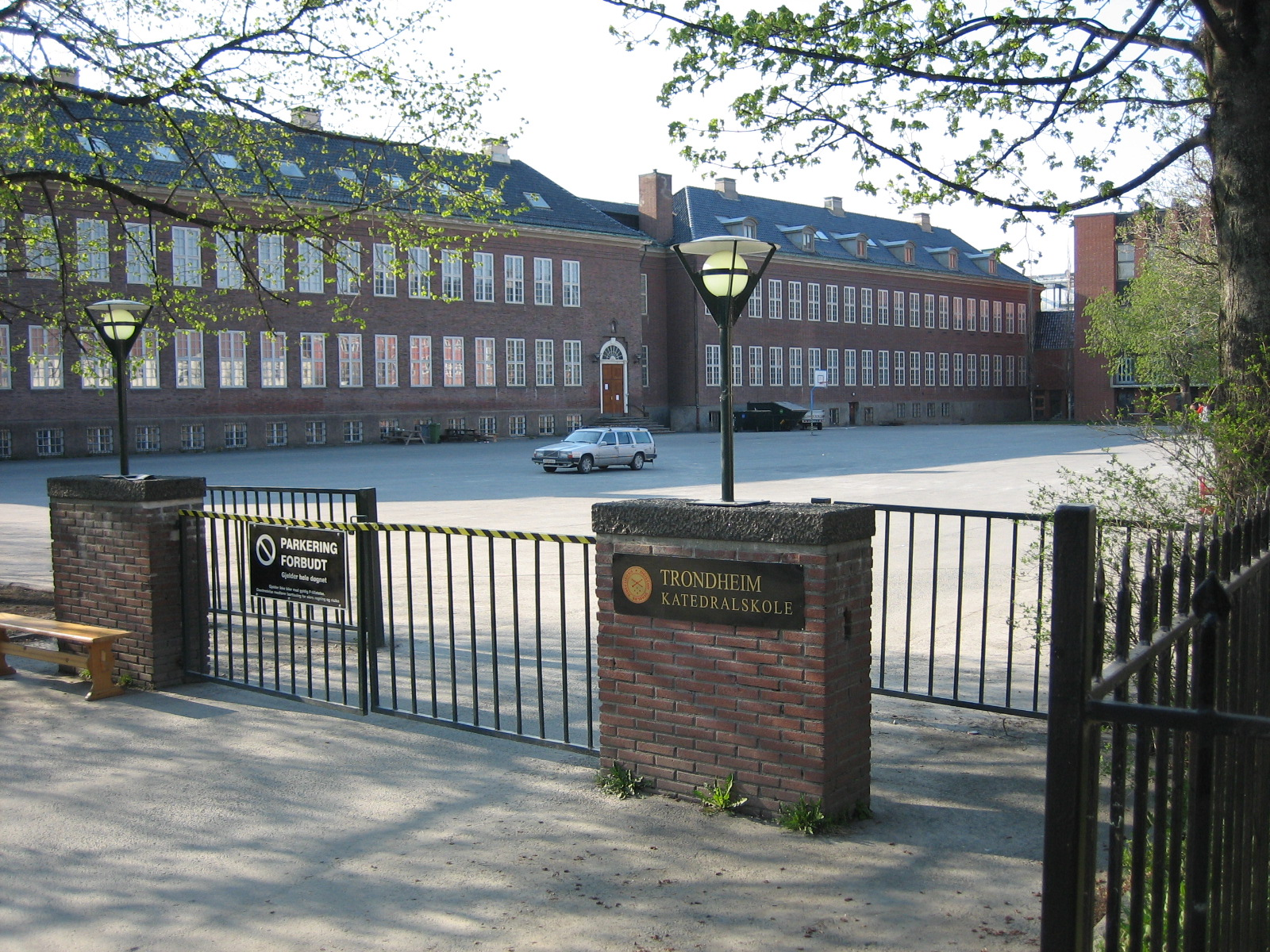
La Escuela Catedralicia de Trondheim, fundada en 1152, es la escuela más antigua de Noruega. Hoy funciona como un instituto de educación secundaria.